# Otter Browser
Otter Browser — свободный интернет-браузер с открытым исходным кодом на основе движков Qt и QtWebKit. Разработчики стремятся создать браузер, максимально похожий на последнюю «классическую» версию браузера Opera 12.x. Пользовательский интерфейс написан на базе Qt5, что является одной из широко освещаемых особенностей.
С января по август 2018 выходило множество[уточнить] релиз-кандидатов, направленных на исправление последних критических ошибок. Релиз версии 1.0.01 состоялся 1 января 2019 года.

## Происхождение
После решения совета директоров сменить акцент в Opera Software на квартальную прибыль соучредитель Йон фон Течнер покинул компанию. Затем Opera объявила, что перейдёт с разработанного ею механизма компоновки Presto на механизм рендеринга WebKit, который также используется в проектах Google Chrome и Chromium. Позже Opera снова последовала за Chrome, когда перешла на движок рендеринга Blink. Примерно в то же время был закрыт сайт сообщества Opera — My Opera. Новая Opera вызвала недовольство многих пользователей.
Йон фон Течнер объявил о новом месте для сообщества, которое осталось без дома из-за удаления My Opera — vivaldi.net, что, по его словам, проложит путь для новой компании Vivaldi Technologies в 2015 году и нового браузера Vivaldi, в 2016 году возродивших дух старой Opera. В это время Михал Дуткевич также начал создавать Otter Browser.
Первая версия браузера была выпущена в 2014 году — альфа-версия в двоичной форме и с исходным кодом. Примечательным аспектом развивающегося браузера является его модульная модель, позволяющая пользователям заменять компоненты. На ранних этапах разработки браузера уже предлагался почтовый клиент.

## Особенности
- Стартовая страница (аналог экспресс-панели в Opera)
- Менеджер паролей;
- Блокирование содержимого (встроенные списки блокировки: RU Adlist (недоступная ссылка) и другие);
- Проверка орфографии;
- Настраиваемый графический интерфейс;
- Быстрый набор;
- Закладки и различные сопутствующие компоненты;
- Жесты мышью;
- Таблицы стилей пользователя;

и многое другое.
Дальнейшие планы разработчиков — реализация почтового клиента (как модуль), модуль BitTorrent, а также поддержка скинов Opera.

## Отзывы
Среди минусов браузера Otter отмечалось, что пользовательский интерфейс может показаться некоторым пользователям не эстетичным, так как он не поддерживает тематическое оформление, не поддерживает расширения и  по сравнению с другими браузерами не обладает уникальными функциями. Похвалив при этом его легкий характер и удобный пользовательский интерфейс. Похвалы заслужили и его стремление воссоздать классические черты Opera и модульность.

## История версий
| Версия  | Дата релиза     |
| ------- | --------------- |
| Alpha 1 | 1 января 2014   |
| Alpha 2 | 1 февраля 2014  |
| Alpha 3 | 1 марта 2014    |
| Alpha 4 | 1 апреля 2014   |
| Alpha 5 | 1 мая 2014      |
| Beta 1  | 1 июня 2014     |
| Beta 2  | 1 августа 2014  |
| Beta 3  | 1 ноября 2014   |
| Beta 4  | 1 января 2015   |
| Beta 5  | 1 апреля 2015   |
| Beta 6  | 1 июня 2015     |
| Beta 7  | 1 сентября 2015 |
| Beta 8  | 1 декабря 2015  |
| Beta 9  | 1 января 2016   |
| Beta 10 | 1 мая 2016      |
| Beta 11 | 1 октября 2016  |
| Beta 12 | 1 января 2017   |
| RC4     | 2 ноября 2017   |
| RC5     | 1 февраля 2018  |
| RC6     | 1 марта 2018    |
| RC7     | 1 апреля 2018   |
| RC8     | 1 мая 2018      |
| RC9     | 1 июня 2018     |
| RC10    | 1 июля 2018     |
| RC11    | 1 августа 2018  |
| RC12    | 1 сентября 2018 |
| 1.0.01  | 1 января 2019   |
| 1.0.02  | 21 декабря 2020 |

## Полный список функций
| История функций Otter Browser | История функций Otter Browser | История функций Otter Browser |
| Версия                        | Дата выпуска                  | Основные изменения |
| ----------------------------- | ----------------------------- | --- |
| Alpha 1                       | 1 января 2014                 | - Вкладки - Менеджер загрузок - История посещений - Панель поиска - Просмотр cookies - Менеджер сеансов - Приватные вкладки и окна - Закладки - Корзина закрытых вкладок - Миниатюры вкладок при наведении мыши - Масштабирование страницы - Настройка поисковых движков |
| Alpha 2                       | 1 февраля 2014                | - Профили для горячих клавиш и вызова макросов - Настройка прокси-сервера - Отложенная загрузка вкладок - Быстрый переход при клике средней кнопкой мыши в адресной строке |
| Alpha 3                       | 1 марта 2014                  | - Настройка User Agent для вкладки или всего браузера - Добавлена поддержка автоматической конфигурации прокси (PAC) - Поддержка JavaScript-сообщений - Опция повторного использования вкладки |
| Alpha 4                       | 1 апреля 2014                 | - Базовая поддержка работы в полный экран - Настройка User Agents |
| Alpha 5                       | 1 мая 2014                    | - Диалог запуска и восстановления после сбоя - Опция "Обновить изображение" |
| Beta 1                        | 1 июня 2014                   | - Консоль ошибок - Поддержка дополнительный атрибутов для закладок - Ключевые слова для закладок - Доступны 18 локализаций - Настройка приоритетов SSL-протоколов - Компиляция в Ubuntu с устаревшим QtWebKit |
| Beta 2                        | 1 августа 2014                | - Начальная поддержка Adblock Plus-совместимой блокировки контента - Импорт закладок из браузера Opera и HTML-файлов - Большое количество сочетаний клавиш - Остановка загрузки страницы по нажатию Esc - Поддержка Windows XP |
| Beta 3                        | 1 ноября 2014                 | - Боковая панель - Возможность установить как браузер по умолчанию в Windows - Быстрые настройки для сайтов - Переключение вкладок по Ctrl+Tab - Поддержка пользовательской таблицы стилей - Значок на панели задач - Настройка строки меню (JSON-файл) |
| Beta 4                        | 1 января 2015                 | - Жесты мышью - Настройка панели инструментов - Загрузка плагинов по требованию - Диалок "Перейти к странице" по нажатию F2 |
| Beta 5                        | 1 апреля 2015                 | - Экспериментальная поддержка QtWebEngine (Blink), по умолчанию отключена - Дополнительные параметры для cookies - Интерфейс для настройки панели инструментов - Панель закладок - Заметки - Интерфейс для настройки разрешения на использование геолокации - При восстановлении закрытой вкладки она возвращается на свою позицию |
| Beta 6                        | 1 июня 2015                   | - Стартовая страница - MDI-режим (по умолчанию отключен) - Просмотр исходного текста страницы - Выпадающий список в адресной строке - Возможность отключения одиночный горячих клавиш - Поддержка freedesktop.org-уведомлений |
| Beta 7                        | 1 сентября 2015               | - Настройки контекстного меню - Импорт заметок из браузера Opera - Начальная реализация автоматического обновления программы - Диалог, при скачивании файлов - MDI включен по умолчанию - Настройка дефолтных параметров через arguments.txt |
| Beta 8                        | 1 декабря 2015                | - Расширенные параметры для завершения в поле адреса: закладки, история, предложения поисковой системы - Гибкая система жестов мыши - Иконки в адресной строке - Поддержка FTP-листинга - Просмотр SSL-сертификатов - Диалог с информацией о сайте - Модули для настройки жестов мыши и загружаемых обработчиков - Опция "--report" для вывода диагностического отчета - Настройка поведения всплывающих окон - Обновленный стиль страниц ошибок и списка каталогов                          |
| Beta 9                        | 1 января 2016                 | - Проверка орфографии - Настройка разрешенных и заблокированных доменов в cookies - Настройка текста и значков на панели инструментов - Создание произвольных меню для панели инструментов |
| Beta 10                       | 1 мая 2016                    | - Поддержка пользовательских скриптов - Менеджер дополнений - Альтернативный режим отображения заголовков во всплывающем меню адресной строки |
| Beta 11                       | 1 октября 2016                | - Менеджер паролей - Поддержка сохранения нескольких учетных записей для одного сайта - Возможность отключения звука на вкладке - Настройка для загрузки изображений (загружать/только из кэша/не загружать) - Настройка отображения панелей в полноэкранном режиме - Виджет для показа деталей заблокированного контента - Возможность настройки прогресс бара - Возможность добавлять виджет загрузки на любую панель - Возможность добавлять пользовательские правила блокировки контента |
| Beta 12                       | 1 января 2017                 | - Создание нового окна путем перетаскивания вкладки за пределы окна - Отображение вкладок требующих внимания жирным шрифтом - Улучшенная поддержка RTL - Интеграция в KDE5 и Unity - Обновленный стиль рендеринга страниц в macOS |
| RC 1 (0.9.91)                 | 1 октября 2017                | - Возможность добавлять новые боковые панели и менять их местоположение перетаскиванием; - Улучшена настройка User Agents; - Поддержка управления несколькими конфигурациями прокски и их настройки для каждой страницы или хоста; - Возможность настройки сочетаний клавиш и жестов мыши; - Новый вид вывода списка открытых вкладок и окон; |
| RC 2 (0.9.92)                 | 1 ноября 2017                 | - Предпросмотр вкладок при наведении; - Возможность удаления пользовательских скриптов из диспетчера дополнений; |
| RC 3 (0.9.93)                 | 1 декабря 2017                | - Добавлена панель с информацией об открытой странице; - Поддержка вывода иконок для пользовательских скриптов; |
| RC 4 (0.9.94)                 | 1 января 2018                 | - Обновлен внешний вид стартовой страницы; - Добавлени интерфейс для управления списком хостов с помощью настраиваемых переопределений веб-сайтов; |
| RC 5 (0.9.95)                 | 1 февраля 2018                | - Добавлен виджет панели инструментов для просмотра истории загрузок в текущей сессии; - Добавлены новые сочетания клавиш; |
| RC 6 (0.9.96)                 | 1 марта 2018                  | - Добавлено меню просмотра недавно закрытых вкладок; |
| RC 7 (0.9.97)                 | 1 апрель 2018                 | - Добавлена панель закладок; |
| RC 8 (0.9.98)                 | 1 май 2018                    | - Добавлена история просмотров; - Поддержка подключения альтернативных таблиц стилей; - Добавлен RSS Reader; |
| RC 9 (0.9.99)                 | 1 июнь 2018                   | - Добавлена возможность сделать скриншот страницы; - Поддержка категорий в RSS Reader; |
| RC 10 (0.9.99)                | 1 июль 2018                   | - Импорт файлов OPML; - Поддержка протокола abp; - Возможность открывать выделенный фрагмент текста как ссылку, если он соответствует формату URL; |